# Мелецкий повет
Ме́лецкий повет (пол. Powiat mielecki) — повет (район) в Польше, входит как административная единица в Подкарпатское воеводство. Центр повета — город Мелец. Занимает площадь 880,21 км². Население — 136 211 человек (на 30 июня 2015 года).

## Административное деление
- города: Мелец, Радомысль-Вельки, Пшецлав
- городские гмины: Мелец
- городско-сельские гмины: Гмина Радомысль-Вельки, Гмина Пшецлав
- сельские гмины: Гмина Борова, Гмина Чермин, Гмина Гавлушовице, Гмина Мелец, Гмина Падев-Народова, Гмина Тушув-Народовы, Гмина Вадовице-Гурне

## Демография
Население повета дано на 30 июня 2015 года.
| Перепись            | Всего   | Мужчины | Женщины |
| ------------------- | ------- | ------- | ------- |
| Всего               | 136 211 | 67 114  | 69 097  |
| Городское население | 65 574  | 31 633  | 33 941  |
| Сельское население  | 70 637  | 35 481  | 35 156  |

## Примечания

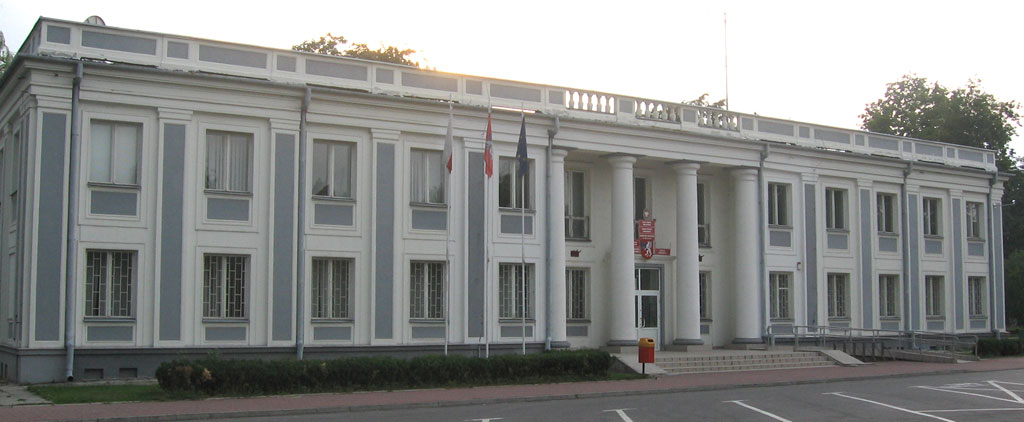
Управление